# Берггрен, Юнас
Юнас Петтер Берггрен (швед. Jonas Petter Berggren), родился 21 марта 1967 года в Гётеборге, Швеция — шведский музыкант, один из основателей шведской поп-группы Ace of Base вместе с Ульфом Экбергом, Линн Берггрен и Йенни Берггрен. Стал увлекаться музыкой, когда ему было 10 лет, благодаря своему отцу.

## Вклад в группу Ace of Base

### Вокал
Его голос можно услышать в следующих песнях:
- «Beautiful Life»
- «Happy Nation»
- «Waiting for Magic»
- «Fashion Party»
- «You and I»
- «Da Capo»

### Автор и продюсер
Он написал и спродюсировал практически все композиции группы, кроме песен :
- «Cruel Summer» (кавер на песню группы Bananarama)
- «Don’t Turn Around» (кавер на песню группы Aswad)
- «Everytime It Rains» (авторы — Рик Ноуэлс, Билли Стайнберг, Мария Видаль)
- «Don’t Go Away» (авторы — Ульф Экберг и Джон Баллард)
- «Experience Pearls» (автор — Йенни Берггрен)
- «He Decides» (автор — Йенни Берггрен)
- «I Pray» (авторы — Ульф Экберг и Джон Баллард)
- «Just 'N' Image» (автор — Линн Берггрен)
- «Strange Ways» (автор — Линн Берггрен)
- «Perfect World» (автор — Ульф Экберг)
- «Ravine» (автор — Йенни Берггрен)
- «Que Sera» (авторы — Ульф Экберг, Джон Баллард, Stonestream)
- «Wave Wet Sand» (автор — Йенни Берггрен)
- «Whispers In Blindness» (автор — Линн Берггрен)
- «Wonderful Life» (кавер на песню группы Black)

## Работа с другими коллективами
В ходе творческой карьеры Юнас также работал с DJ Bobo, Army of Lovers, E-Type и Мее.
Юнас был также продюсером и композитором альбома «Pride» шведской поп-группы Yaki-Da.